# Joseph Maria von Fraunberg
Joseph Maria Johann Nepomuk, barone von und zu Fraunberg (Fraunberg, 10 agosto 1768 – Bamberga, 17 gennaio 1842), è stato un arcivescovo cattolico tedesco.

## Biografia

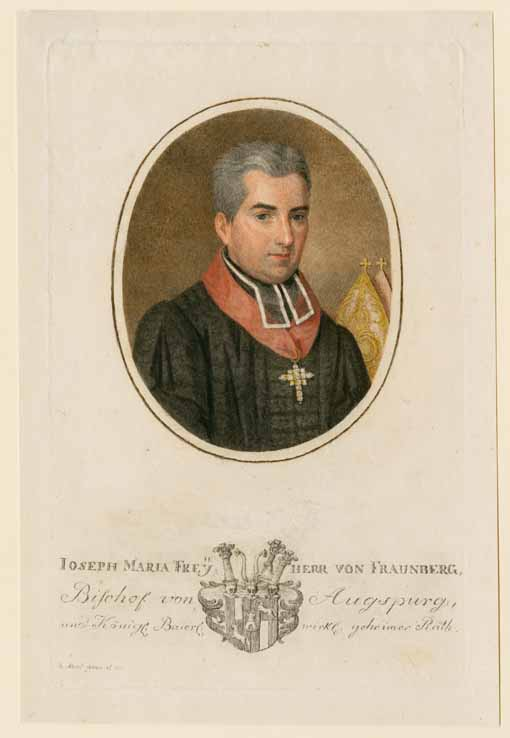
Joseph Maria von Fraunberg in un ritratto da vescovo.

Joseph Maria von Fraunberg proviene da una delle più antiche famiglie nobili bavaresi, documentata fin dal 1347 come membro dei feudi della Bassa Baviera i cui membri nel 1630 furono elevati a baroni imperiali. Era il secondo di tre figli del Consigliere Privato del Principe, Max Joseph Freiherr von und zu Fraunberg e Maria Josepha von Rechberg und Rothenlöwen. Ha vissuto durante la sua adolescenza sotto l'egida del principe-vescovo a Frisinga. All'età di 14 anni, fu ammesso al capitolo cattedrale di Ratisbona e ordinato sacerdote nel 1791. Solo per un breve periodo Fraunberg fu attivo nella pratica pastorale. Fu dal 1791 al 1797 parroco di Loiching (Bassa Baviera) e dal 1798 al 1801 parroco e arcidiacono a Cham (Alto Palatinato).
Su richiesta dell'elettore bavarese, il sacerdote entrò in servizio in Baviera. Dal 1802 fu responsabile del sistema scolastico. Il suo campo di attività era il catechismo della domenica e dei giorni festivi e le scuole industriali nelle zone rurali, nonché l'applicazione dell'istruzione obbligatoria. Oltre alle sue funzioni, fu nel 1806/1807 fu negoziatore nelle trattative fra Regno di Baviera e lo Stato Pontificio a Monaco e Ratisbona, con le quali si sarebbero dovute ridisegnare le diocesi bavaresi dopo la secolarizzazione. Queste trattative fallirono in un primo momento. Dopo la riorganizzazione della chiesa, fu eletto vescovo di Augusta nel 1819 e si insediò nel 1821. Come tale, si oppose risolutamente ai rappresentanti del diffuso movimento revivalista in Svevia.
Nel 1824, Fraunberg fu nominato arcivescovo di Bamberga, per intercessione del re Massimiliano I Giuseppe di Baviera. Fu il secondo prelato più giovane a guidare l'arcidiocesi. Sotto la sua guida, l'arcidiocesi fu divisa in 20 decanati, il cui numero rimase lo stesso fino al 1937. Fraunberg cercò di ripristinare la moralità originaria che a causa di "musica da ballo e delirio" troppo frequenti si stava affievolendo.
L'arcivescovo attribuì grande importanza all'educazione e alla formazione del clero. Pertanto, emise, subito dopo aver assunto il ruolo, nuovi statuti per il seminario. Inoltre, nel 1829, le conferenze episcopali furono tenute sotto la sua egida per l'incoraggiamento reciproco e la formazione dei sacerdoti in alcune parrocchie.
Su sollecitazione dei cittadini di Bamberga, fu in grado di ottenere, il 22 dicembre 1825, l'abrogazione di una legge di divieto del presepe, esistente dal 1803. Nel 1826 formò una nuova divisione in decanati e Coburgo fu assegnata, con approvazione papale, all'arcidiocesi di Bamberga. Raggiunse anche nell'ottobre del 1827 il consenso del re Ludovico I di Baviera, la continuazione dell'esistenza del monastero di Bamberga. I monasteri di Marienweiher, Gößenstein e Vierzehnheiligen, che all'epoca erano scarsamente occupati, furono trasferiti alla cura dell'arcivescovo per i pellegrinaggi locali. Dedicò particolare attenzione ai crescenti problemi dei matrimoni misti e all'educazione dei bambini, cresciuti in famiglie dai matrimoni misti. A questo proposito, von Fraunberg aveva un atteggiamento più moderato rispetto alla Curia romana e a molti altri vescovi bavaresi.
Su suggerimento del re Ludovico I iniziò il 30 maggio 1829 i lavori di ristrutturazione nella cattedrale di Bamberga, che furono completati nel 1837. Dal 1804 è stato membro onorario dell'Accademia delle scienze bavarese. L'arcivescovo morì il 17 gennaio 1842 a Bamberga e fu sepolto nel Portale del Principe della cattedrale. Sulla lapide la data di nascita è data al 12 ottobre 1767.

## Genealogia episcopale e successione apostolica
La genealogia episcopale è:
- Cardinale Scipione Rebiba
- Cardinale Giulio Antonio Santori
- Cardinale Girolamo Bernerio, O.P.
- Arcivescovo Galeazzo Sanvitale
- Cardinale Ludovico Ludovisi
- Cardinale Luigi Caetani
- Cardinale Ulderico Carpegna
- Cardinale Paluzzo Paluzzi Altieri degli Albertoni
- Papa Benedetto XIII
- Papa Benedetto XIV
- Papa Clemente XIII
- Cardinale Giovanni Carlo Boschi
- Cardinale Bartolomeo Pacca
- Arcivescovo Francesco Serra-Cassano
- Arcivescovo Joseph Maria von Fraunberg

La successione apostolica è:
- Vescovo Peter Pustett (1824)
- Vescovo Johann Peter von Richarz (1835)
- Cardinale Johannes von Geissel (1837)
- Vescovo Georg Anton von Stahl (1840)